# Insulair Chili

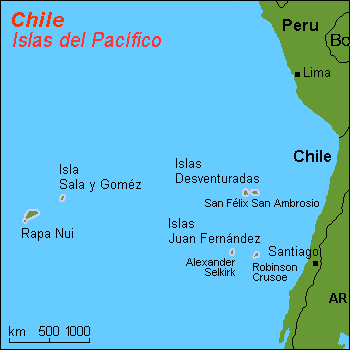
De eilanden van Insulair Chili

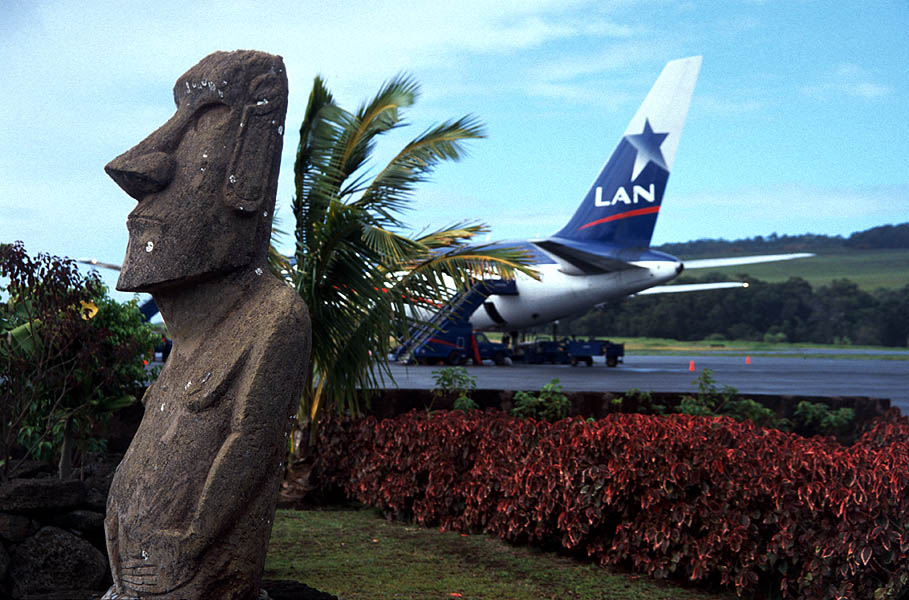
Paaseiland

Insulair Chili (Spaans: Chile Insular), de Verspreide Eilanden (Spaans: Islas Esporádicas) of Chileens-Polynesië (Spaans: Polinesia Chilena) is de collectieve naam voor de eilanden van Chili buiten het continentaal plat in de Grote Oceaan: de Desventuradaseilanden, de Juan Fernández-archipel, Paaseiland en Sala y Gómez. De eilanden maken deel uit van de regio Valparaíso en hebben een gezamenlijke oppervlakte van 328 km² en ongeveer 4500 inwoners.
Insulair Chili speelt een belangrijke rol in de Chileense geopolitiek: Chili presenteert zichzelf tegenwoordig steeds vaker als een "tricontinentaal land" dat delen van Zuid-Amerika, Antarctica en Oceanië beslaat.
Er is herhaaldelijk melding gemaakt van spookeilanden in de regio, waarvan Podestá de hardnekkigste en bekendste is.
Norte Grande · Norte Chico · Zona Central · Zona Sur · Extremo Sur
Chileens-Antarctica · Insulair Chili